# Pseudagapostemon jenseni
Pseudagapostemon jenseni är en biart som först beskrevs av Heinrich Friese 1908.  Pseudagapostemon jenseni ingår i släktet Pseudagapostemon och familjen vägbin. Inga underarter finns listade i Catalogue of Life.